# 江別東インターチェンジ

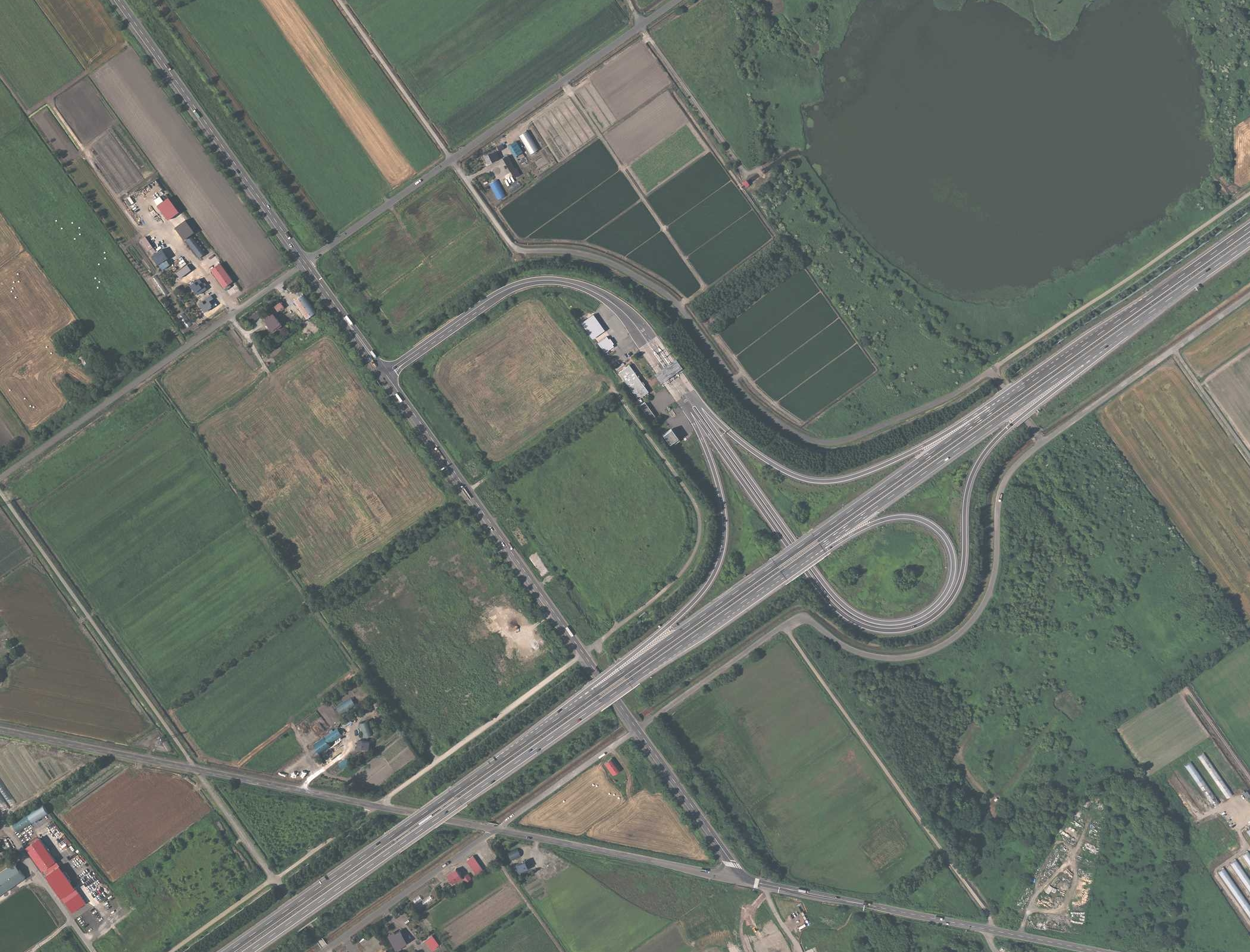

江別東インターチェンジ（えべつひがしインターチェンジ）は、北海道江別市江別太にある道央自動車道のインターチェンジである。

## 歴史
- 1983年（昭和58年）11月9日 : 札幌IC - 岩見沢IC間の開通に伴い供用開始。
- 2018年（平成30年）12月 : IC番号を「3」から「35」に変更[注 1]。

## 周辺
- 越後沼
- 江別駅（JR北海道・函館本線）
- 江別市立病院
- 王子エフテックス江別工場
- 北海道電力総合研究所
- 江別第一工業団地
- 江別第二工業団地

## 接続する道路
- 直接接続
  - 国道337号
    - 道央圏連絡道路美原バイパス（美原大橋）

- 間接接続
  - 国道12号

## 料金所
- ブース数：4

### 入口
- ブース数：2
  - ETC専用：1
  - 一般：1

### 出口
- ブース数：2
  - ETC専用：1
  - 一般：1

## 隣
E5 道央自動車道
(34)江別西IC - 野幌PA - (35)江別東IC - (36)岩見沢IC